# Taoufik Jebali
Pour les articles homonymes, voir Jebali.
Taoufik Jebali (arabe : توفيق الجبالي), né en 1944 à Ksar Hellal, est un dramaturge, metteur en scène et comédien tunisien.

## Biographie
Il part pour Paris où il étudie le théâtre, cofonde le Collectif d'action pour la diffusion de la culture arabe en France (CADCAF), et travaille à l'ORTF comme animateur et producteur durant sept ans, entre 1967 et 1974. De retour à Tunis, il enseigne durant deux ans le théâtre au Centre d'art dramatique de Tunis et collabore avec la compagnie du Nouveau Théâtre de Tunis ; il fonde aussi le Théâtre Phou et s'associe avec Mohamed Driss autour d'un projet baptisé « Sinemmart ».
Élu secrétaire général de l'Union des hommes de théâtre et membre de différentes commissions nationales sur le théâtre (1981-1985), il fonde le 5 octobre 1987 le premier théâtre privé de Tunisie : El Teatro, composé d'une « salle à l'italienne » de 250 places (El Teatro) située dans une aile de l'hôtel El Mechtel à Tunis, de deux salles-studios de 120 (Le Carré d'art) et 50 places (El Teatro Studio) et d'une galerie d'expositions (Aire libre).
Sous la direction artistique de sa compagne, Zeyneb Farhat, El Teatro devient une référence en Tunisie en termes d'espace d'animation, d'accueil et de production ouvert à toutes les formes d'expression contemporaine. En 2004, Taoufik Jebali fonde El Teatro Studio, un centre de formation théâtrale ouvert à tous les amoureux du théâtre ; il compte en 2009 260 élèves dont 120 en classe « enfants et jeunes ».
Mais c'est par ses saynètes et ses pièces qu'il acquiert une notoriété nationale et internationale. Jebali se présente en effet comme comédien, même s'il signe au théâtre ses propres textes, adapte des auteurs universels tels que William Shakespeare, Denis Diderot ou Jean Genet. Ses pièces se donnent dans toute la Tunisie, mais aussi dans le monde arabe (Le Caire, Amman, Beyrouth, Damas, etc.) et le reste du monde (Inde, Chili, Argentine, Allemagne, etc.). Il signe les dialogues de films, tels que Halfaouine, l'enfant des terrasses de Férid Boughedir, Keswa, le fil perdu de Kalthoum Bornaz, Le Sultan de la médina de Moncef Dhouib et Aziza de Abdellatif Ben Ammar, ainsi que de documentaires.
Il collabore également à divers journaux et publications à Tunis et à l'étranger et assure des ateliers de formation théâtrale.

## Cinéma
- 1980 : Aziza d'Abdellatif Ben Ammar (scénariste et acteur)
- 1990 : Halfaouine, l'enfant des terrasses de Férid Boughedir (scénariste)
- 1992 : Le Sultan de la médina de Moncef Dhouib (scénariste)
- 1997 : Keswa, le fil perdu de Kalthoum Bornaz (scénariste)

## Théâtre
- 1980 : Représentation de la parole (rédacteur du scénario et acteur)
- 1982 : Achgabat (rédacteur et acteur)
- 1987 et 2008 : Mémoires d'un dinosaure (traducteur et acteur)
- 1997-1998 : Othello (metteur en scène)
- 1999 : Contre X (réalisateur et metteur en scène)
- 2000 : Ghasselet Nweder (rédacteur et metteur en scène)
- 2001 :
  - Ici Tunis (rédacteur et metteur en scène)
  - Le Fou (Al Majnoun ; metteur en scène)
- 2003 : Les Palestiniens (rédacteur et metteur en scène)
- 2004 :
  - Les Voleurs de Bagdag (Loussous Baghdad)
  - Klem Ellil (acteur, rédacteur et metteur en scène)[1]
- 2007 : Questions de vie (rédacteur et metteur en scène)
- 2008 : Lettre aux acteurs, texte de Valère Novarina et mise en scène de Taoufik Jebali
- 2009 : Manifesto Essourour, texte d'Ali Douagi et mise en scène de Taoufik Jebali
- 2010 :
  - Le Pain quotidien, texte de Gesine Danckwart et mise en scène de Naoufel Azara et Taoufik Jebali
  - Les au-delà, tiens ! (acteur, rédacteur et metteur en scène)[1]
- 2013-2014 : Klem Ellil, Zéro virgule (acteur, rédacteur et metteur en scène)
- 2015 : Malédiction (inspiré de la pièce théâtrale Ettabaa) de Philippe Minyana
- 2016 : Le Fou (Al Majnoun), texte de Gibran Khalil Gibran et mise en scène de Taoufik Jebali
- 2017-2018 : 30 ans déjà (rédacteur et metteur en scène)

## Distinctions
- Chevalier de l'Ordre des Arts et des Lettres (France, 2009)[4].